# Akeem Bloomfield
Akeem Bloomfield (* 11. Oktober 1997 in Kingston) ist ein jamaikanischer Leichtathlet, der im Sprint an den Start geht.

## Sportliche Laufbahn
Akeem Bloomfield trat erstmals 2014 in nationalen Wettkämpfen über die Sprintdistanzen 100 und 200 Meter an. Im März lief er seine Saisonbestleistung von 10,4 s über 100 Meter. Ab 2015 fokussierte er sich dann vorwiegend auf die 400 Meter. Über diese Distanz trat er im April bei den U20-Zentralamerika- und Karibikspielen in Basse-Terre, der Hauptstadt des Inselstaats St. Kitts und Nevis, an. Dabei lief er im Finale eine Zeit von 45,85 s und gewann damit die Goldmedaille. Bereits einen Monat zuvor lief er in Kingston eine Zeit von 44,93 s und stellte damit einen neuen nationalen Juniorenrekord auf, der zuvor 20 Jahre lang unerreicht blieb. Ein Jahr später trat er zu den gleichen Meisterschaften, diesmal in St. George’s auf Grenada. Dabei konnte er seinen Titel über 400 Meter verteidigen. Auch mit der 4-mal-400-Meter-Staffel gewann er die Goldmedaille.
Nachdem Bloomfield das Kingston College besucht hatte, nahm er ab 2017 ein Studium an den Auburn University im US-Bundesstaat Alabama auf und konkurrierte für die Universität in den landesweiten Wettkämpfen im Rahmen der Collegemeisterschaften. Im Mai stellte er eine neue Bestzeit von 44,74 s über die 400 Meter auf und war anschließend guter Dinge die Qualifikation für die Weltmeisterschaften in London zu erreichen. Allerdings zog er sich im Finale der Collegemeisterschaften eine Verletzung am hinteren Oberschenkel zu und konnte in der Folge bei dem entscheidenden Wettkampf, den jamaikanischen Meisterschaften, die Qualifikationszeit nicht erreichen und verpasste somit die Weltmeisterschaften. 2018 unterzeichnete er einen Vertrag mit dem Sportartikelhersteller Puma. Im März lief er in der Halle in texanischen College Station eine Zeit von 44,86 s. Diese Zeit bedeutete einen neuen nationalen Hallenrekord. Mit dieser Zeit belegte er, Stand 2020, den siebten Platz auf der Weltbestenliste in dieser Disziplin in der Halle. In der Freiluft lief er im Juni 43,94 s. Einen Monat später siegte er überraschend bei einem Meeting in London über 200 Meter in 19,81 s und ist damit Teil der 30 besten 200-Meter-Läufer aller Zeiten. Mit seiner Zeit über 400 Meter blieb er nur eine Hundertstelsekunde hinter dem Landesrekord zurück. Dort liegt er, Stand 2020, auf dem 17. Platz der Weltbestenliste.
Im Mai 2019 nahm er mit der jamaikanischen 4-mal-400-Meter-Staffel an den IAAF World Relays in Yokohama teil. Dabei lief das Quartett im Finale eine Zeit von 3:01,57 min und gewann damit die Silbermedaille. Im Laube des Jahres gelang ihm, im Gegensatz zu 2017, die Qualifikation für die Weltmeisterschaften. Dort gelang ihm in Doha die Qualifikation für das Finale, in dem er in 45,36 s den achten und damit letzten Platz belegte. Nur zwei Tage später trat er auch bei den Weltmeisterschaften mit der Staffel an. Wie bei den Weltstaffelspielen im Mai gewann das Quartett auch in Katar die Silbermedaille. Drei Jahre später nahm er auch an den nächsten Weltmeisterschaften teil, diesmal im 200-Meter-Lauf. In seinem Vorlauf kam er allerdings mit einer Zeit von 20,56 s nicht über Platz 5 hinaus und schied damit aus. Später trat er allerdings noch mit der 4-mal-400-Meter-Staffel an. Im Vorlauf schaffte das Quartett mit Platz 3 den Einzug in das Finale, in dem man sich nur den Gastgebern aus den USA geschlagen geben musste. Damit gewann er seine zweite WM-Silbermedaille mit der Staffel.

## Wichtige Wettbewerbe
| Jahr                | Veranstaltung                         | Ort                 | Platz               | Disziplin           | Zeit                |
| Startet für Jamaika | Startet für Jamaika                   | Startet für Jamaika | Startet für Jamaika | Startet für Jamaika | Startet für Jamaika |
| ------------------- | ------------------------------------- | ------------------- | ------------------- | ------------------- | ------------------- |
| 2015                | U20-Zentralamerika- und Karibikspiele | Basse-Terre         | 1.                  | 400 m               | 45,85 s             |
| 2016                | U20-Zentralamerika- und Karibikspiele | St. George’s        | 1.                  | 400 m               | 46,01 s             |
| 2016                | U20-Zentralamerika- und Karibikspiele | St. George’s        | 1.                  | 4 × 400 m           | 3:10,55 min         |
| 2019                | IAAF World Relays                     | Yokohama            | 2.                  | 4 × 400 m           | 3:01:57 min         |
| 2019                | Weltmeisterschaften                   | Doha                | 8.                  | 400 m               | 45,36 s             |
| 2019                | Weltmeisterschaften                   | Doha                | 2.                  | 4 × 400 m           | 2:57,90 min         |
| 2022                | Weltmeisterschaften                   | Eugene              | 28.                 | 200 m               | 20,56 s             |
| 2022                | Weltmeisterschaften                   | Eugene              | 2.                  | 4 × 400 m           | 2:58,58 min         |

## Persönliche Bestleistungen
Freiluft
- 200 m: 19,81 s, 22. Juli 2018, London
- 400 m: 43,94 s, 8. Juni 2018, Eugene

Halle
- 400 m: 44,86 s, 10. März 2018, College Station, (jamaikanischer Rekord)